# 킬메스

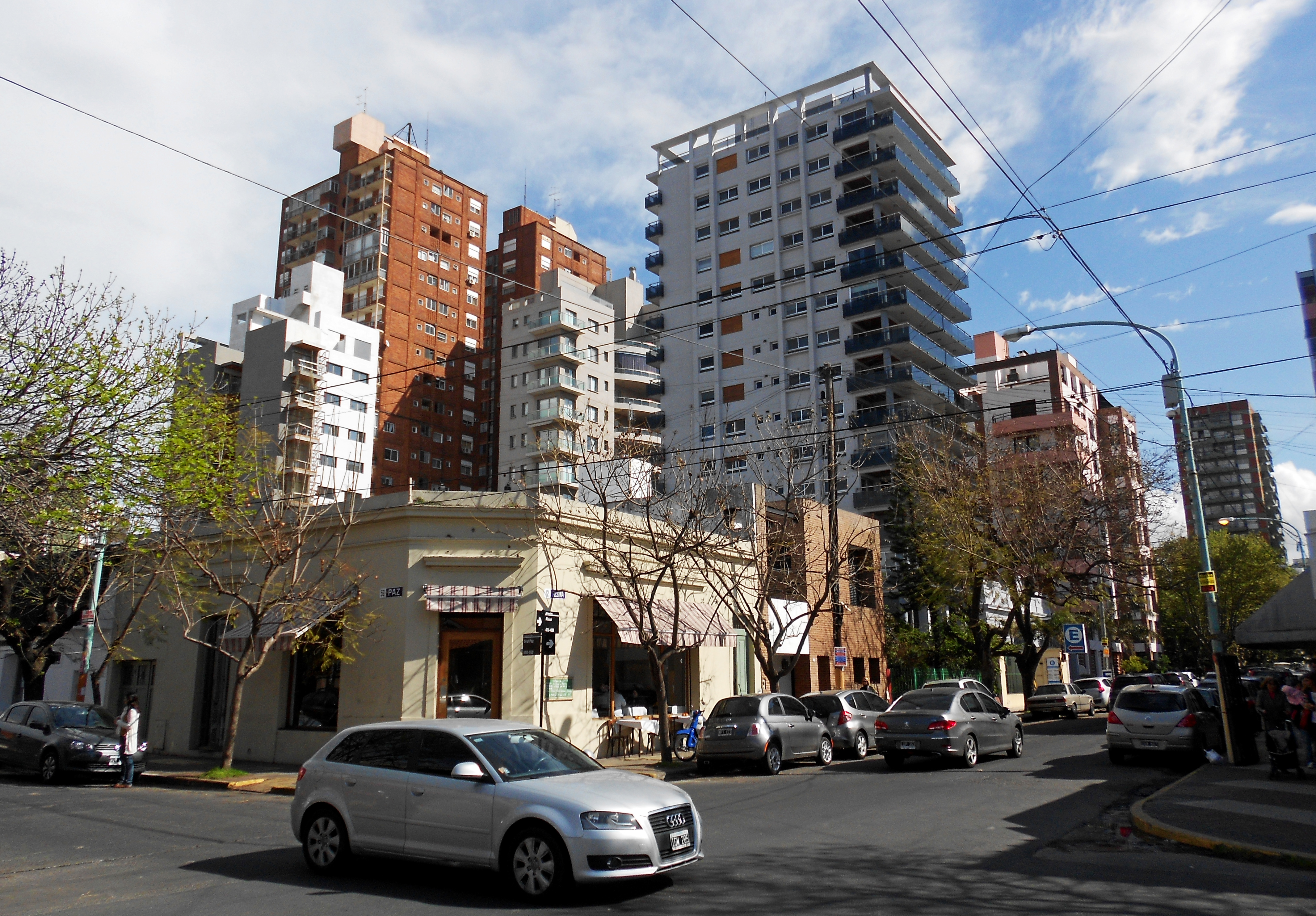
킬메스 시가지

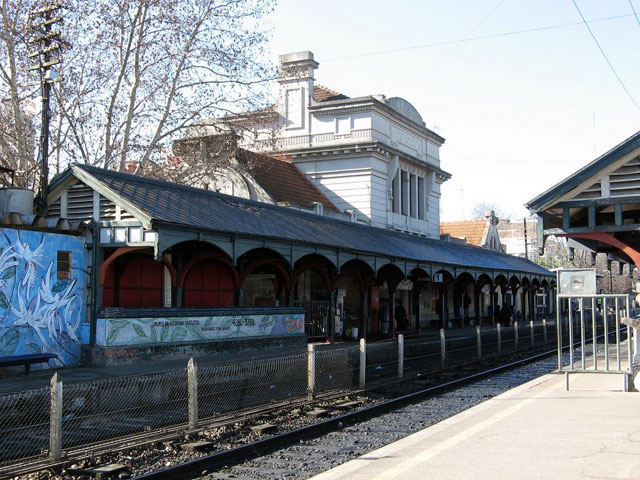
킬메스 철도역

킬메스(스페인어: Quilmes)는 아르헨티나 부에노스아이레스주에 위치한 도시로 면적은 529km2, 높이는 17m, 인구는 230,810명(2001년 기준)이다. 아르헨티나의 수도인 부에노스아이레스 자치시에서 남쪽으로 17km 정도 떨어진 곳에 위치한다.